# Extraña invasión
Extraña invasión (Stay Tuned for Terror en Estados Unidos) es una película argentina-estadounidense de ciencia ficción de 1965 coescrita y dirigida por Emilio Vieyra y protagonizada por Richard Conte, Jorge Rivera López, Eddie Pequenino y Anna Strasberg.
La historia está ambientada en un pueblo del Sur de los Estados Unidos. Con diálogo enteramente en inglés, la película fue rodada en Ciudad Jardín Lomas del Palomar, Argentina. La coproducción fue una de las primeras películas argentinas filmadas en color. El reparto incluye actores norteamericanos como protagonistas y reconocidos actores y personalidades argentinas en los papeles secundarios, como Edmundo Sanders, Susana Beltrán y Mónica Cahen D'Anvers.
Fue estrenada en Estados Unidos en 1965 con el título Stay Tuned for Terror. Luego fue doblada al español y estrenada en Argentina el 10 de octubre de 1974.

## Sinopsis
En Clearview, un pueblo en el sur de los Estados Unidos, unos niños juegan al aire libre y accidentalmente hacen caer unos tanques metálicos a un pantano. Poco después, extrañas imágenes de rayas y ondas aparecen en los televisores y producen un hipnótico efecto sobre ancianos y niños, que comienzan a deambular por las calles como zombis. Steven Jameson (Richard Conte), supervisor del Ministerio de Comunicaciones, y la Dra. Conway (Anna Mizrahi Strasberg) viajan a Clearview para evaluar la epidemia y tratar de encontrar una cura. Cuando la señal se apaga, los niños producen una reacción colectiva violenta, y el ejército debe intervenir.

## Reparto
- Richard Conte como Steven Jameson.
- Jorge Rivera López
- Eddie Pequenino
- Eduardo Muñoz
- Anna Strasberg como la Dra. Conway
- Ignacio de Soroa
- Sergio Vandes
- Edmundo Sanders
- Susana Beltrán
- Emilio Vieyra
- Mónica Cahen D'Anvers

## Origen del film
En una entrevista con Argentina Sci-Fi, Vieyra, que luego de realizar Extraña invasión (y con el correr del tiempo) se haría muy conocido como director de cine exploitation, explicó cómo le había surgido la idea de la película: “Yo leí un cuento que estaba en inglés... Hablaba de unas emanaciones que surgían de un pantano, que provocaban una enfermedad. Yo cambié la enfermedad por esa visión de la televisión...”.

## Producción
Se puso mucho esfuerzo  en “americanizar” un vecindario de El Palomar para que pareciera una ciudad norteamericana. Vieyra explicó: “Vinieron también coproductores que trajeron todo: uniformes, parquímetros -que acá todavía no existían-. Fue una producción muy importante, se armó un barrio tipo americano en Palomar”.
Un joven Adolfo Aristarain participó de la producción como asistente de dirección, mucho antes de hacerse conocido por sus propios films. Aparece en los créditos iniciales como Ayudante, bajo el nombre "Adolfo Aristain".